# Делурень (Валя-Маре, Вилча)
Делурень, Делурені (рум. Delureni) — село у повіті Вилча в Румунії. Входить до складу комуни Валя-Маре.
Село розташоване на відстані 167 км на захід від Бухареста, 58 км на південний захід від Римніку-Вилчі, 39 км на північ від Крайови.

## Населення
За даними перепису населення 2002 року у селі проживали 386 осіб, усі — румуни. Усі жителі села рідною мовою назвали румунську.